# Света Параскева (Грачани)
„Свети Параскева“ (на гръцки: Αγία Παρασκευή) е православна църква край южномакедонското велвендско село Палеограцано (Грачани), Егейска Македония, Гърция, част от Сервийската и Кожанска епархия.

## Местоположение
Църквата е разположена в местността Палиомилос (Старата воденица) между Палеограцано и бившето село Грачани, близо до „Свети Георги“.

## История
Църквата е красива базилика, която е обновена в 1994 година. В 1995 година грачанският резбар Панайотис Зарухас изработва иконостаса. Иконите са дело на Харисиос Цукарданис.